# Julie Vinter Hansen
Julie Vinter Hansen   (Copenhaguen, 20 de juliol de 1890 - Mürren, 27 de juliol de 1960) va ser una astrònoma danesa.

## Infància i educació
Vinter Hansen va néixer a Copenhaguen. Els seus pares van ser el polític Jørgen Hansen (1837-1911) i Rasmine Sophie Vinter (1848-1929).
Vinter Hansen es va graduar a l'escola N. Zahles el 1910 i va començar l'any següent a la Universitat de Copenhaguen. Mentre estudiava, el 1915 va ser emprada com a calculadora humana a l'observatori Østervol de la universitat.
El 1917 es va convertir en la primera dona graduada en Astronomia per la Universitat de Copenhaguen.

## Carrera professional
El 1919, Vinter Hansen va acceptar una plaça d'assistent de nova creació a l'Observatori. El 1921, un canvi a la llei va donar a les dones l'accés igualitari a tots els càrrecs públics (excepte els militars i l'església nacional), per tant, Vinter Hansen podria ser emprada com a observadora a la Universitat de Copenhaguen. Així, es va convertir en la primera dona que va rebre una feina oficial a la Universitat de Copenhaguen i la primera dona observadora d'Europa.
Hansen es va convertir en editora del Nordisk Astronomisk Tidsskrift (Revista Astronòmica Nòrdica).
Més tard es va convertir en directora de la Unió Astronòmica Internacional (UAI).
El 1939, Hansen es va convertir en la primera astrònoma de l'observatori de la Universitat de Copenhaguen, que es va fer àmpliament coneguda per calcular les òrbites de planetes menors i cometes. El mateix any, va rebre la Tagea Brandt Travel Grant, que s'atorga a dones que han fet una gran contribució a l'art o la ciència. Amb els diners, va fer un viatge dels Estats Units d'Amèrica, al Japó i tornada. Tanmateix, l'esclat de la Segona guerra mundial l'any 1940 va fer que la seva tornada a casa fos difícil.
Va rebre una beca Martin Kellogg a la Universitat de Califòrnia, que li va permetre treballar als Estats Units d'Amèrica. També va rebre el premi Annie J. Cannon d'Astronomia el 1940.
Hansen va ser nomenada Cavaller de l'Ordre de la Dannebrog el 1956 i va continuar la seva carrera a la Universitat de Copenhaguen fins al 1960.

## La seva mort
Julie Vinter Hansen va morir l'any 1960 d'una aturada cardíaca, pocs dies abans de la seva jubilació, a la ciutat suïssa de Mürren. Va ser enterrada a Vestre Kirkegård a Copenhaguen.

## Premis i honors
L'asteroide 1544 Vinterhansenia, descobert per l'astrònom finlandès Liisi Oterma a la dècada del 1940, porta el seu nom.
- Tagea Brandts Rejselegat.
- Premi Annie Jump Cannon en Astronomia.
- Beca Martin Kelloggs.
- Cavaller de l'Ordre de la Dannebrog.